# Echinosaura
Echinosaura är ett släkte av ödlor. Echinosaura ingår i familjen Gymnophthalmidae.
Kladogram enligt Catalogue of Life:
| Echinosaura | \| \| Echinosaura brachycephala \| \| \| \| \| \| Echinosaura horrida \| \| \| \| \| \| Echinosaura orcesi \| \| \| \| \| \| Echinosaura sulcarostrum \| \| \| \| |
|             | \| \| Echinosaura brachycephala \| \| \| \| \| \| Echinosaura horrida \| \| \| \| \| \| Echinosaura orcesi \| \| \| \| \| \| Echinosaura sulcarostrum \| \| \| \| |
|             | Echinosaura brachycephala |
|             | |
|             | Echinosaura horrida |
|             | |
|             | Echinosaura orcesi |
|             | |
|             | Echinosaura sulcarostrum |
|             | |